# Saint-Cirq, Dordogne

Saint-Cirq este o comună în departamentul Dordogne din sud-vestul Franței. În 2009 avea o populație de 109 de locuitori.

## Evoluția populației
| An        | 1975 | 1982 | 1990 | 1999 | 2006 | 2009 |
| --------- | ---- | ---- | ---- | ---- | ---- | ---- |
| Populație | 117  | 105  | 104  | 106  | 112  | 109  |